# Rami Pasai
Rami Pasai is een bestuurslaag in het regentschap Muara Enim van de provincie Zuid-Sumatra, Indonesië. Rami Pasai telt 767 inwoners (volkstelling 2010).